# Mare Moscoviense
Das Mare Moscoviense (lateinisch für „Moskauer Meer“) ist eine markante, dunkle Tiefebene inmitten der gebirgigen Mondrückseite. Es ist neben dem Mare Ingenii das einzige Mondmeer dieser dauernd von uns abgewandten Seite des Erdmondes. Es besteht aus einem äußeren Ring von etwa 500 km Durchmesser und einem inneren Ring von etwa 350 km Durchmesser.

## Entdeckung und Namensgebung
Entdeckt wurde das Mare – damals Mare Moskwa genannt – als dunkles Objekt auf Bildern der sowjetischen Mondsonde Lunik 3, die im Jahre 1959 erstmals Bilder von der Rückseite des Mondes zur Erde übermittelte. Benannt wurde es nach der russischen Hauptstadt Moskau. Die internationale Schreibweise ist, wie bei allen Strukturen auf dem Erdmond üblich, lateinisch.

## Entstehung
Das Moskauer Meer ist etwa so groß wie die Mare Humorum oder Nectaris auf der Vorderseite unseres Trabanten, hat aber im Gegensatz zu diesen keine merkliche Schwereanomalie im Untergrund, d. h. kein Mascon in der tiefen Mondkruste bzw. im darunter liegenden Mantelgestein. Wie die Maria auf der sichtbaren Mondhälfte dürfte es zwar durch den Einschlag eines großen Asteroiden entstanden sein, über dessen Größe aber mangels des Mascon-Effekts noch keine verlässliche Angabe möglich ist. Mit großer Wahrscheinlichkeit folgte diesem Einschlag aber die langsame Ergießung einer Basalt- und Lavadecke.
Es wird aufgrund der auffälligen dunklen Bodenfärbung vermutet, dass das Mare Moscoviense genau wie der Mondkrater Tsiolkovskiy jünger ist als die großen Maria auf der erdzugewandten Seite.
Im Westen des Mares zeichnen sich Swirls ab. Die Ursache dieser seltenen, hellen „Mondwirbel“ ist noch nicht schlüssig geklärt.

## Umgebung

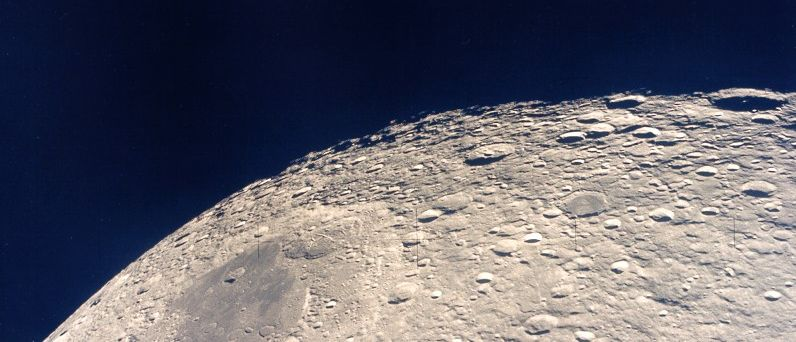
Das Mare Moscoviense, fotografiert von Apollo 13 bei der Mondpassage

Das Mare Moscoviense liegt in einem mit zahlreichen Kratern durchzogenem Hochland. Das Mare ist von Resten eines kreisförmigen Bergringes umgeben, der durch den Impakt entstanden ist. In seinem Inneren liegen relativ wenige neue Krater, was sich mit der Theorie eines jungen Alters deckt. Die größten Krater sind Komarov im Südosten und Titov im Norden.
Die eigenartige Lage des dunklen Mare Moskwa inmitten eines hellen, kraterbedeckten Hochlandes fällt in neueren Aufnahmen umso mehr auf, als sich nur 200 km südlich eine fast gleich große Struktur befindet, der Riesenkrater Mendeleev, und süd- bzw. westlich davon Gagarin und Korolev. Sie haben keine dunkle Lava-Oberfläche, besitzen jedoch Mascons im Untergrund. Geologisch bzw. selenografisch verwandt ist jedoch das Apollo- und das Hertzsprung-Becken.

## Schwerefeld

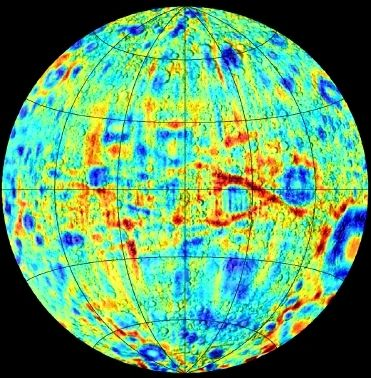
Schwereanomalien der Mondrückseite. Das Mare Moscoviense ist das gelbgefüllte blaue Quadrat (geringere Schwerkraft) links oberhalb der Bildmitte.

Das Moskauer Meer ist etwa so groß wie das Mare Humorum auf der Vorderseite und hat eine ähnliche, aber geringere Schwereanomalie: in der Mitte leicht positiv, umgeben von einem Gebiet stark negativer Anomalien. Abgesehen von der Lavafüllung ist dieses Schwerebild dem von drei Riesenkratern der Mondrückseite ähnlich, vor allem dem runden Einschlag-Becken Hertzsprung in der rechten Bildhälfte.